# Bertalan Székely

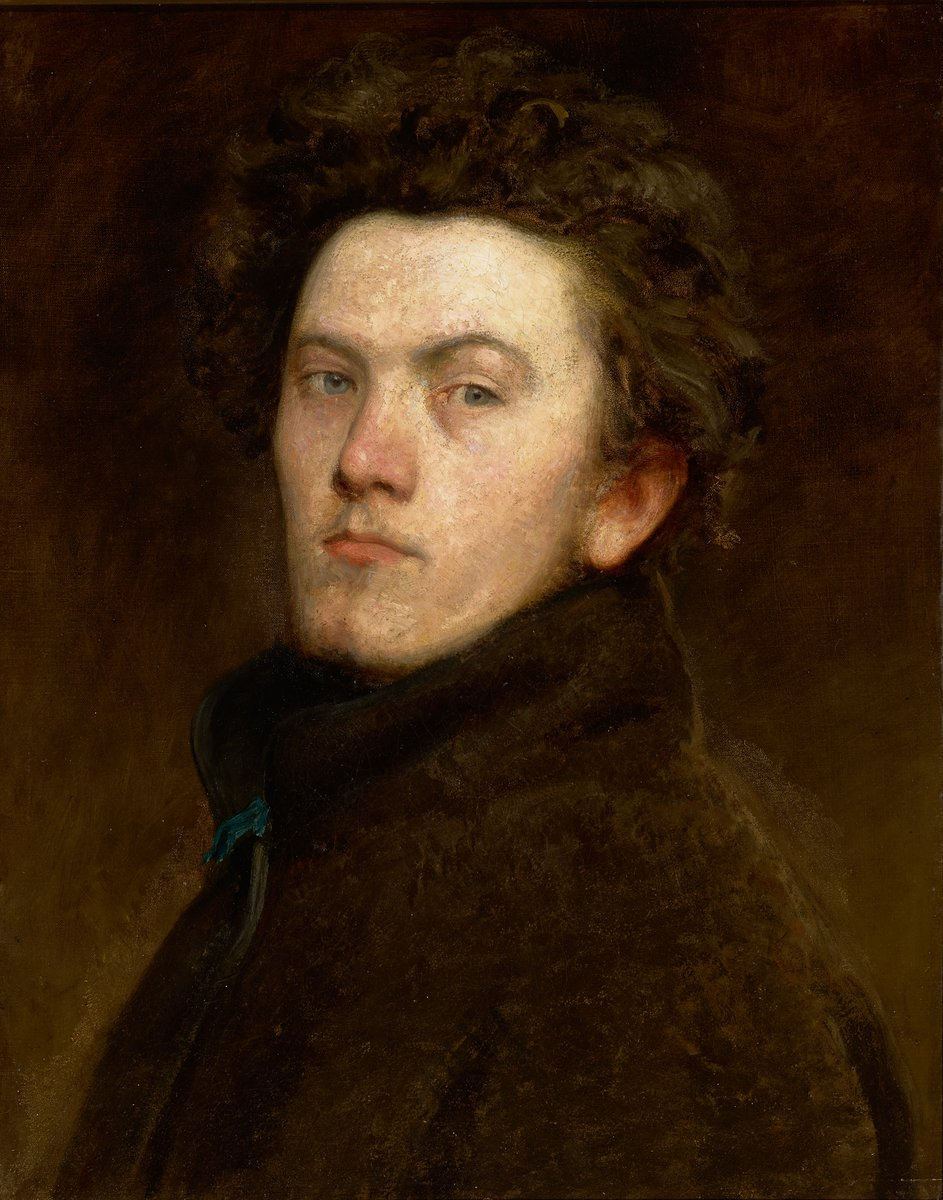
Selbstporträt von Bertalan Székely

Bertalan Székely (eingedeutscht Bartholomäus Székely; * 8. Mai 1835 in Klausenburg; † 21. August 1910 in Mátyásföld bei Budapest) war ein bedeutender ungarischer Kunstmaler der Romantik. Er wurde bekannt als Vertreter der Historienmalerei.

## Leben
Bertalan Székely studierte zwischen 1851 und 1855 an der Wiener Akademie bei Peter Johann Nepomuk Geiger und Carl Rahl. 1855 kehrte er zurück nach Siebenbürgen, wo er sich den Lebensunterhalt durch Kunstunterricht und Schildermalen verdiente.
1858 arbeitete er auf dem Besitz der Grafen Aichelburg im nordböhmischen Marschendorf, wo er auch heiratete und 1861 sein ältester Sohn: Árpád Székely, später auch Maler, geboren wurde.
Im Winter 1859 fuhr er nach München, um seine Studien bei Karl Theodor von Piloty fortzusetzen. Dort entstand auch sein berühmtes Selbstporträt. Allmählich wandte er sich den stürmischen Perioden der ungarischen Geschichte zu und lud seine Werke mit Botschaften für seine Zeitgenossen auf.
1862 fuhr er nach Pest. 1863 nahm er an einem Wettbewerb teil, den er mit dem Gemälde Flucht des Kaisers Karl VII. (München, Bayerisches Nationalmuseum) gewann. Vom Preisgeld finanzierte er eine Reise nach Holland und Paris, von wo er 1864 zurückkehrte.
Den Höhepunkt seines Schaffens erreichte er in den 1870er Jahren. Nach den 1880er Jahren versuchte sich Székely auch an der Wandmalerei. Seine Hauptwerke sind in der Matthiaskirche in Budapest, in der Kathedrale von Pécs, in der Budapester Oper und im Rathaus von Kecskemét zu sehen.
Ab 1871 war er Kunstlehrer an einer Kunstschule, die er ab 1902 auch als Direktor leitete. 1905 wurde er zum Direktor der II. Meisterschule ernannt.

## Ehrungen
In seinem Haus in Szada wurde ein Gedenksmuseum eingerichtet.

## Werke (Auswahl)

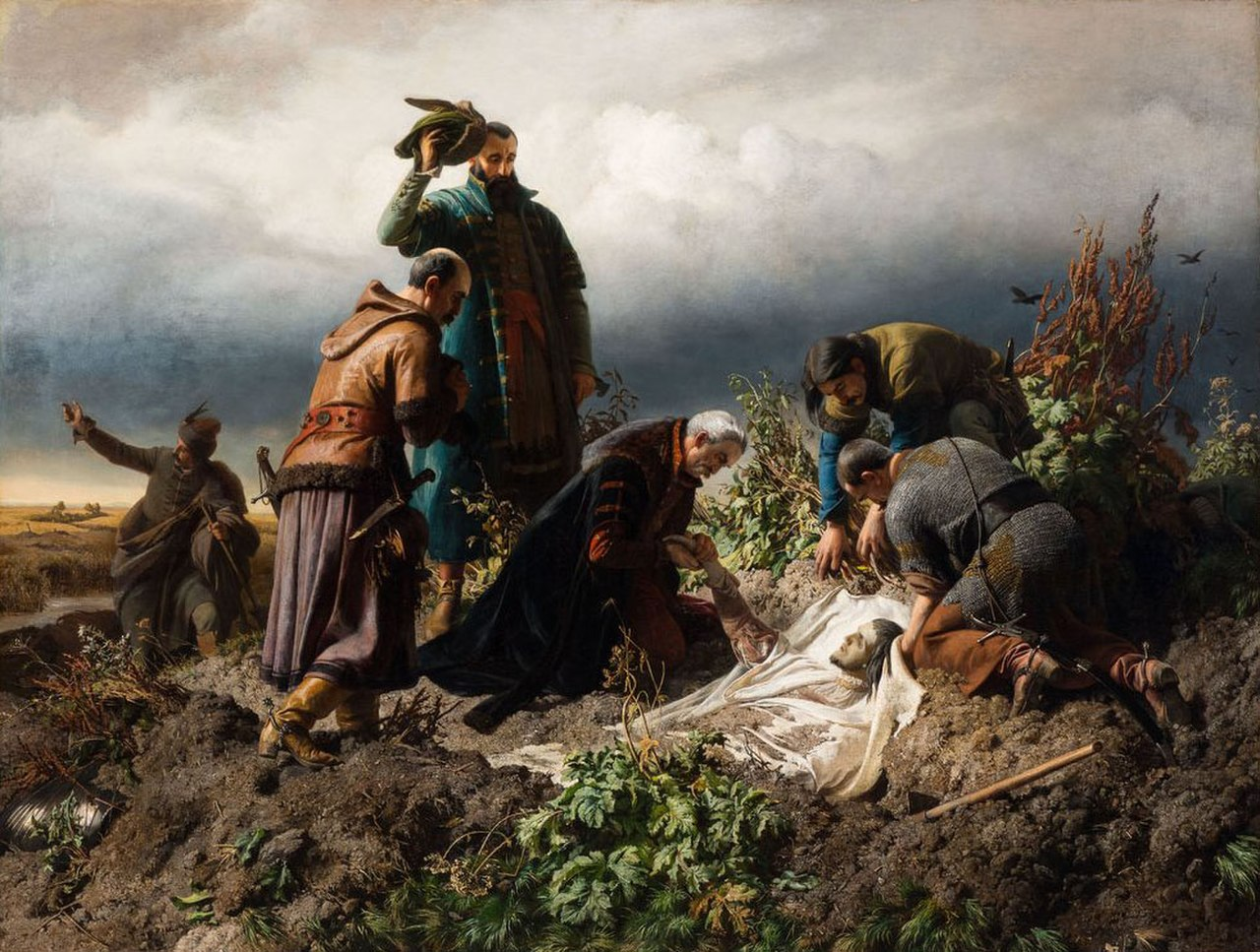
Auffindung des Leichnams Ludwigs II. (1860)
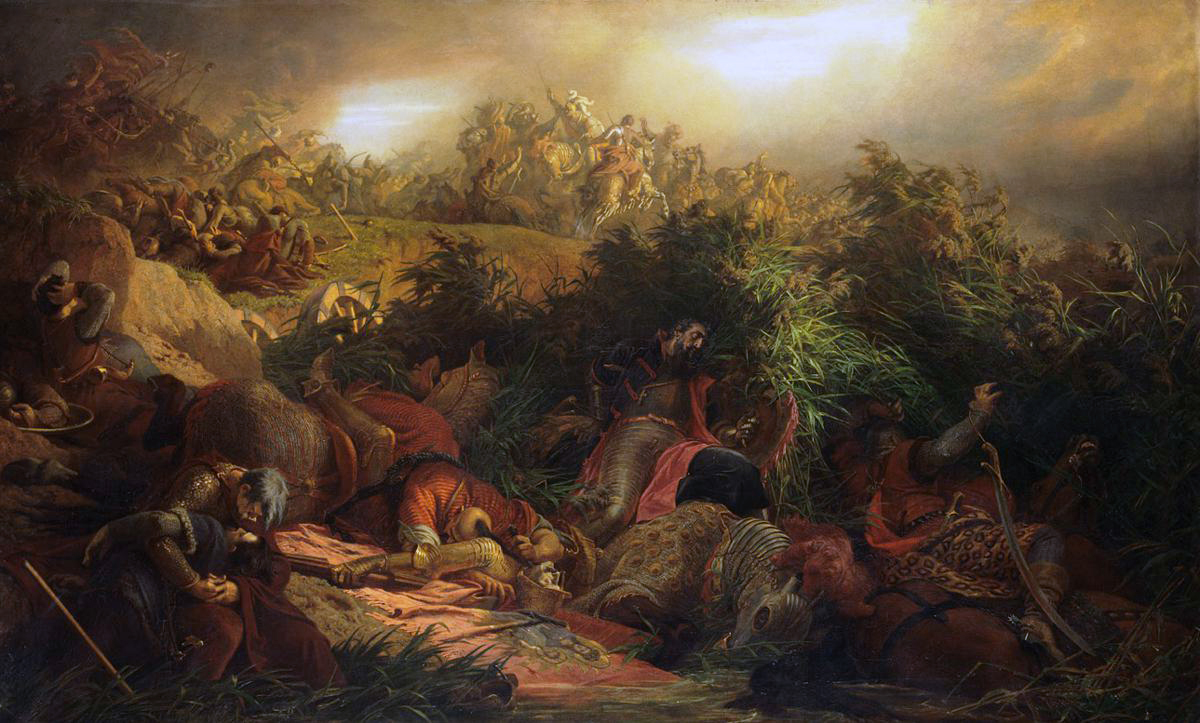
Die Schlacht bei Mohács (1866)
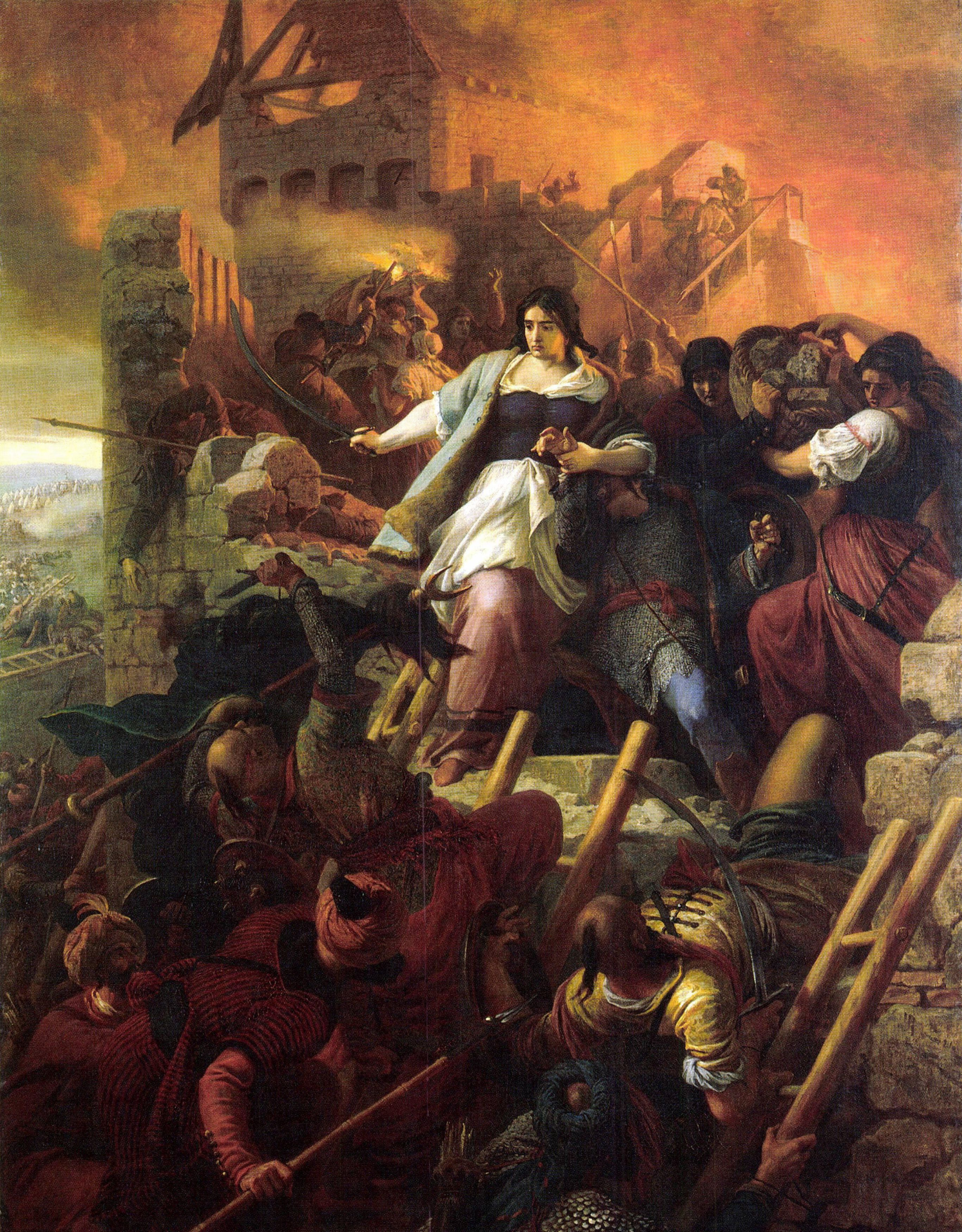
Die Frauen von Eger (1867)
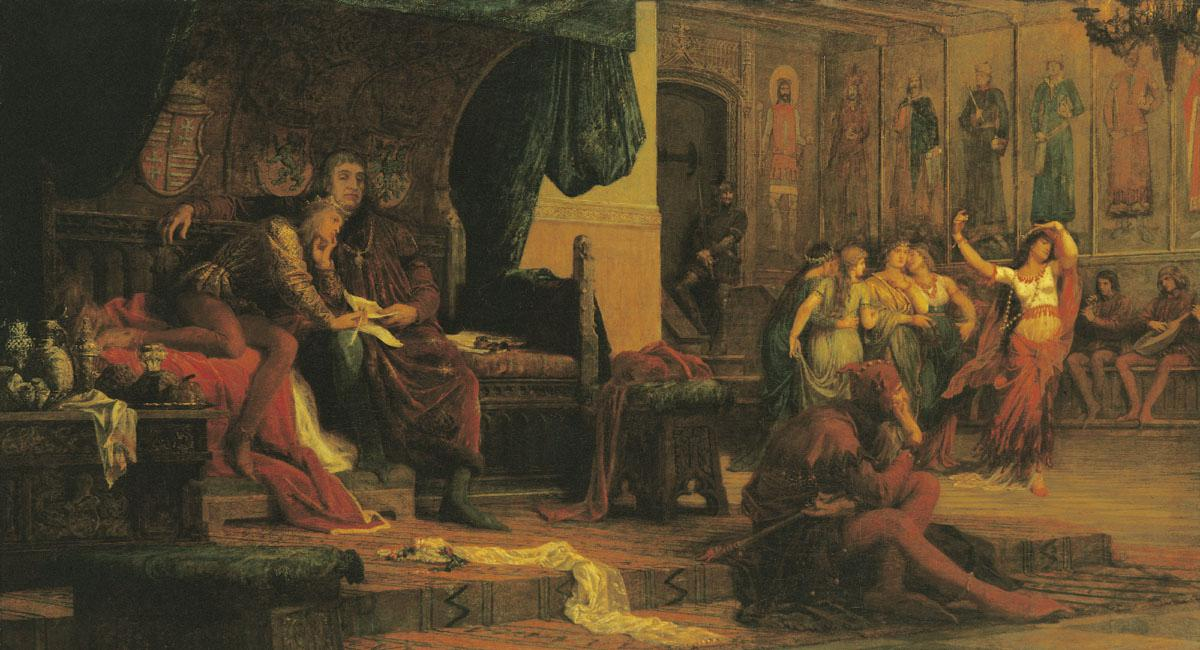
Ladislaus V. und Ulrich von Cilli (1870)
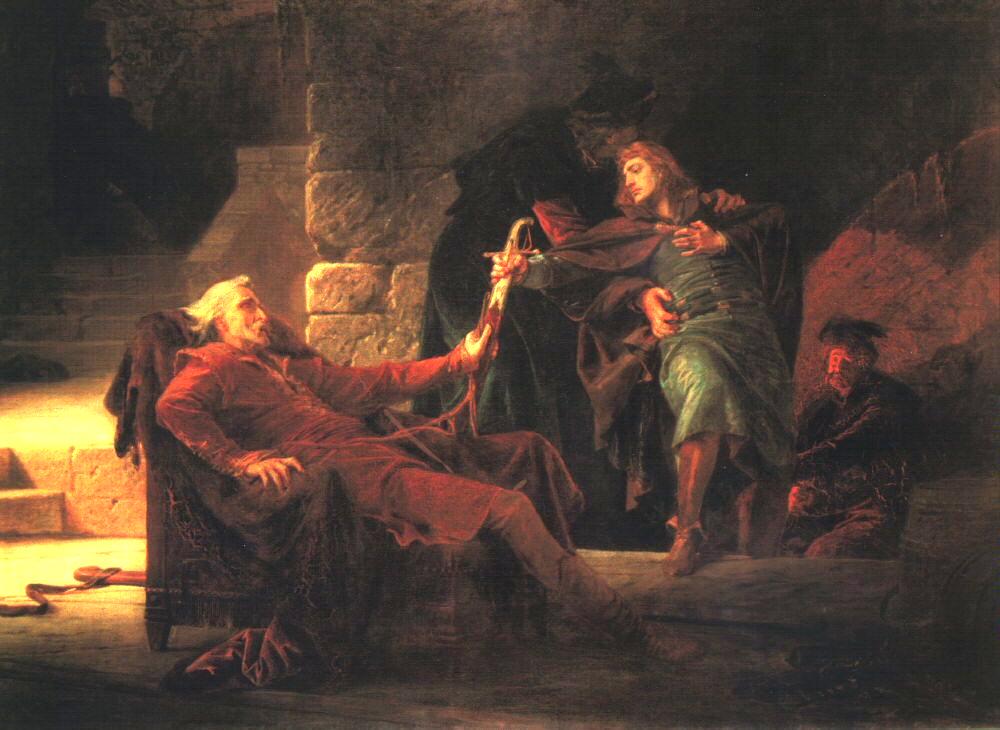
Graf Stephan II. Thököly verabschiedet sich von seinem Sohn Emmerich vor dessen Flucht aus der Arwaburg. (1875)